# Морган, Ричард (писатель)
Ричард Морган (англ. Richard K. Morgan; род. 24 сентября 1965, Лондон) — британский писатель в жанре научной фантастики.

## Биография
Окончил кембриджский Куинз-колледж (1987) по истории.
14 лет преподавал английский язык в Стратклайдском университете.
Затем стал профессиональным писателем.
В 2002 году вышла его первая книга «Видоизмененный углерод» (Altered Carbon), ставшая бестселлером.
Уже на следующий год вышло её продолжение «Сломленные ангелы» (Broken Angels).
В 2005 году вышла завершающая книга этой трилогии под названием «Пробуждённые фурии» (Woken Furies).
В 2004 и 2007 годах соответственно вышли его книги «Market Forces» и «Black Man» (последняя вышла в США под названием «Thirteen»).
Лауреат Премии Филипа К. Дика (2003) за свою первую книгу «Видоизмененный углерод».
В 2005 году «Market Forces» была отмечена Мемориальной премией Джона В. Кэмпбелла за лучший научно-фантастический роман (также она номинировалась на Премию Артура Кларка).
В 2008 году Морган стал лауреатом Премии Артура Кларка — за книгу «Black Man».
Среди оказавших на него влияние других авторов Морган указывает Уильяма Гибсона, Пола Андерсона и пр..
Собственные политические взгляды определял как лево-либеральные.
Свободно владеет испанским языком.
Вместе с семьёй живёт в Великобритании. Жена Вирджиния родом из Испании.
Участвовал в написании сценария к игре Crysis 2. В которой на Ричарда есть прямая отсылка в скрытом трофее "Литературный агент".

### Такеши Ковач
- Видоизмененный углерод (2002)
- Сломленные ангелы (2003)
- Пробуждённые фурии (2005)

### Страна, достойная своих героев[8]
- Стальные останки (2008; также известна как «Сталь остаётся»)
- Хладные легионы (2011)
- Тёмные ущелья (2014)

### Чёрный человек
- Черный человек (2007) — альтернативное название «Тринадцать» («Thirteen» или «Th1rte3n»[9])
- Разреженный воздух (2018)

### Другие романы
- Рыночные силы (2004)

### Рассказы
- Персона нон грата (2016)

### Графические романы
- Black Widow: Homecoming (2005)
- Black Widow: The Things They Say About Her (2006)

### Игры
- Crysis 2 (2011)
- Syndicate (2012)
- A Land Fit For Heroes (2015)